# Telemeter Glacier
Telemeter Glacier är en glaciär i Antarktis. Den ligger i Östantarktis. Nya Zeeland gör anspråk på området. Telemeter Glacier ligger 1 920 meter över havet.
Terrängen runt Telemeter Glacier är huvudsakligen kuperad, men åt sydost är den bergig. Trakten är obefolkad. Det finns inga samhällen i närheten. 